# 家 (贸易公司)
いえ （字面意思是“家”）指近代日本的一种贸易组织，也是现代日本的财阀和企业集团的前身。 它们最早出现于18世纪中叶，与西方的家庭手工业概念相近。 いえ的体制与当今经济学家所说的“外包制”或“作坊制”非常相似。城市的商人为农村生产者提供原材料和设备，然后将最终产品运到城市出售。
这种由一同个贸易组织控制整个生产、运输和销售环节的组织结构在日本是前所未有的，并且可以当作是工厂生产制、经济与工业的现代化以及财阀们崛起的预兆。いえ与后来出现的财阀并不是同一个概念。其主要区别是，いえ生产和销售一两种类型的商品，而财阀则会寻求经营多种类型的商品。例如，如今三菱既是一家汽车公司，也是一家银行。
其中有两家いえ于 17 世纪初创立并留存至今——三井集团和住友集团。两家都是日本现代的大型企业。

## 历史
18世纪末至19世纪，随着日本经济的继续发展和多方面的现代化，いえ也不断在适应、改变和成长，以满足新的经济形势的要求。许多いえ变成了银行，最初以大米（本质上是货币；参见石 (容量單位) ）进行交易，后来适应着新的形势，以纸币和金属货币进行交易。在此过程中，它们取代了札差，并使其于1868年消失。随着19世纪50至60年代日本开放对外贸易，いえ进一步得到了发展。另外，许多いえ进行了重组，于此之后被称为综合商社。这些贸易组织旨在用国内商品交换外国商品，然后在日本各大城市转售。到了20世纪初，“いえ”一词已经消失，然而，许多先前的いえ并没有被淘汰，而是转变为现代的综合商社、财阀和银行。